# NetEase
NetEase, Inc. (chinois simplifié : 网易 ; chinois traditionnel : 網易 ; pinyin : Wǎng Yì) est une société internet chinoise qui exploite le site 163.com, un portail web populaire en Chine.
La compagnie connaît une croissance rapide depuis sa création en juin 1997, grâce en partie à son investissement dans la technologie de moteur de recherche, et le jeu en ligne massivement multijoueur Fantasy Westward Journey, un jeu en ligne développé en interne par NetEase, principalement connu et joué en Chine.
NetEase a une valeur marchande de 7,8 milliards de dollars en mai 2012, et compte 10 004 employés au 31 décembre 2014. Avec 163.com, 188.com, 126.com et des autres, NetEase offre des services de courrier électronique. Avec plus de 940 millions de comptes en Novembre 2017 c'est le service le plus grand de la Chine.

## Histoire
En juillet 2019, NetEase Games ouvre un studio à Montréal.
En septembre 2019, Alibaba a acquis Kaola, une filiale de NetEase spécialisée dans la vente de produits de luxe importés, pour environ deux milliards de dollars.
NetEase propose un service de streaming de musique à la demande (NetEase Music).
En octobre 2021, le fondateur du Ryu ga Gotoku Studio, Toshihiro Nagoshi, a rejoint NetEase Games. Il emmène avec lui son numéro 2, Daisuke Sato, et d'autres membres du studio. Nagoshi Studio fut fondé en 2022[source insuffisante].
En août 2022, NetEase annonce l'acquisition du studio français Quantic Dream.
En août 2024, NetEase Games ferme Ouka Studios, le développeur de Visions of Mana,.
Le 25 avril 2025, Simon Zhu, président des investissements mondiaux et des partenariats, quitte NetEase Games et est remplacé par Ken Li,,.

## Studios de développement
- GPTRACK50 ( Japon)
- Grasshoper Manufacture ( Japon)
- Quantic Dream (Paris,  France)
- Nagoshi Studios ( Japon)
- Ouka Studios, nommé auparavant Sakura Studio (Tokyo,  Japon)[13]
- PinCool ( Japon)

## Jeux vidéo

### Jeux vidéo développés et exploités
- 2001 : Fantasy Westward Journey
- 2002 : Westward Journey Online II
- 2017 : Knives Out - clone de PUBG
- 2017 : Rules of Survival
- 2017 : Revelation Online
- 2017 : Forever Seven Days
- 2018 : Identity V
- 2018 : Justice Online
- 2018 : Onmyoji Arena
- 2018 : Creative Destruction[14]
- 2018 : LifeAfter[15]
- 2019 : Marvel Super War
- 2019 : Ride Out Heroes
- 2019 : Nostos[16]
- 2019 : Dawn of Isles [17]
- 2020 : Cyber Hunter
- 2020 : FortCraft[18]
- 2020 : Extraordinary Ones[19]
- 2021 : Lost Light[20]
- 2021 : The Lord of the Rings: Rise to War
- 2022 : Eggy Party
- 2023 : Dead By Daylight Mobile[21]
- 2023 : Blood Strike
- 2024 : Once Human[22]
- 2024 : Visions of Mana
- 2024 : Marvel Rivals
- 2025 : FragPunk (en) (développé par Bad Guitar Studio)[23]

### Jeux vidéo développés (sous-traitance)
- Diablo Immortal
- Total War: Arena (2020)